# Eulaira altura
Eulaira altura är en spindelart som beskrevs av Chamberlin och Ivie 1945. Eulaira altura ingår i släktet Eulaira och familjen täckvävarspindlar. Inga underarter finns listade i Catalogue of Life.